# Filialkirche Ebensee-Roith

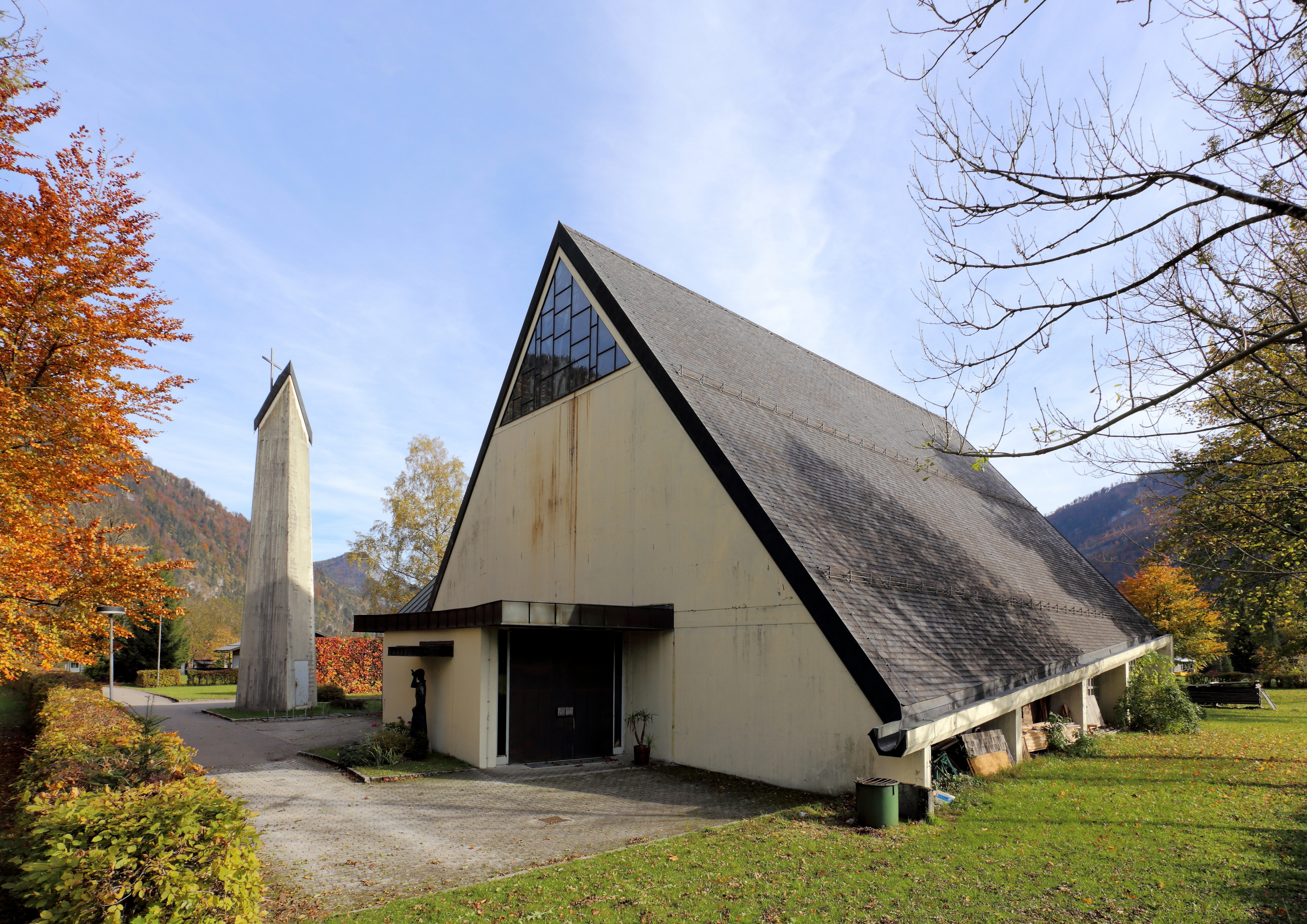
Katholische Filialkirche Bruder Klaus in Roith

Die römisch-katholische Filialkirche Ebensee-Roith steht im Ortsteil Roith in der Gemeinde Ebensee am Traunsee im Bezirk Gmunden in Oberösterreich. Die dem Patrozinium des Heiligen Niklaus von Flüe unterstellte Filialkirche gehört zum Dekanat Bad Ischl der Diözese Linz. Die Kirche steht unter Denkmalschutz (Listeneintrag).

## Geschichte
Am 8. Jänner 1959 wurde erstmals eine Messe in der Ortschaft Roith gefeiert. Die sogenannte „Kogsedervilla“ wurde als Seelsorgestelle adaptiert. Nach langer Suche nach einem Grundstück und Planung durch den damaligen Kaplan von Ebensee, Richard Giesriegl wurde die Kirche nach den Plänen des Architekten Helmut Reischer ausgeführt. Die Grundsteinlegung erfolgte am 16. Mai 1967 und das Gotteshaus wurde am 19. Jänner 1969 eingeweiht.

## Kirchenbau
Das große Kirchenfenster an der Rückwand der Kirche entstand nach einem Entwurf des Linzer Malers Rudolf Kolbitsch in der Glaswerkstatt des Stiftes Schlierbach.

## Einrichtung
Der Altar, der Tabernakel, die Leuchter, das Weihwasserbecken, die Türgriffe, und der Opfersteck sind Bildhauerarbeiten von Josef Priemetshofer aus Steyr. 
Die 14 Kreuzwegstationen aus dem Jahr 1989 aus Bronze stammen von Johann Kienesberger.
Im Jahr 1989 wurde auch eine kleine Orgel angeschafft. Sie wurde in den 1960er Jahren von Gregor Hradetzky aus Krems an der Donau und war ursprünglich eine Übungsorgel im Studentenheim „Guter Hirte“ in Linz.